# Parafia św. Maksymiliana Marii Kolbego w Wołkowyi
Parafia św. Maksymiliana Marii Kolbego w Wołkowyi – parafia rzymskokatolicka znajdująca się w archidiecezji przemyskiej w dekanacie Solina.

## Historia
Wołkowyja była lokowana przed 1463 rokiem na prawie wołoskim. W 1507 roku we wsi istniała już cerkiew. W 1707 roku Justyna ze Żmigrodu Stadnicka ufundowała kaplicę. W 1728 roku istniał już pierwszy kościół. W 1772 roku decyzją bpa Andrzeja Stanisława Młodziejowskiego została erygowana parafia, z wydzielonego terytorium parafii Hoczew. W 1842 roku zbudowano murowany kościół, który w 1853 roku został konsekrowany przez bpa Franciszka Ksawerego Wierzchlejskiego pw. Podwyższenia Krzyża Świętego. 
W 1968 roku kościół został zburzony podczas budowy zalewu solińskiego. Przez kilka lat nabożeństwa były odprawiane w kapliczce przydrożnej. 
W latach 1973–1975 zbudowano obecny kościół murowany, który 23 września 1975 roku został poświęcony przez bpa Ignacego Tokarczuka pw. św. Maksymiliana Marii Kolbego.
Na terenie parafii jest  1 318 wiernych (w tym: Wołkowyja – 420, Bukowiec – 290, Polanki – 8, Rajskie – 18, Sakowczyk – 11, Terka – 150, Werlas – 100, Rybne – 170, Zawóz – 137).
Proboszczowie parafii:
Proboszczami parafii na przestrzeni dziejów byli m.in.: o. Kornel Dziczek (do 1828, karmelita), ks. Teodor Walużyniec, ks. Józef Czekański, ks. Damazy Piotruszewski, ks. Antoni Krauss (1841–1873), ks. Wojciech Nowak (1873–1874 adm.), ks. Leon Czaparowski (1874–1903), ks. Tytus Kacper Mermon (1903–1911), ks. Franciszek Sienicki (1911–1912), ks. Stanisław Szufa (1912–1931), ks. Jan Siuzdak (1931–1942), ks. Franciszek Kusztyb, ks. prał. Stanisław Szczepański (1970–2002), ks. Adam Chrząszcz (2012–2019), ks. Dariusz Wojnar (2019-2023), ks. Łukasz Pałacki (od 2023).

## Kościoły filialne
- Bukowiec – murowany kościół filialny pw. bł. Karoliny Kózka, zbudowany w latach 1990–1992.
- Rajskie – kościół filialny pw. św. Rafała Kalinowskiego, zbudowany w lach 1989–1990.
- Terka – murowany kościół filialny pw. Matki Bożej Szkapleżnej, zbudowany w 1932 roku.
- Werlas
- Werlas Cypel
- Zawóz – murowany kościół filialny pw. Najświętszej Maryi Panny Matki Kościoła, zbudowany w latach 1970–1972[4].

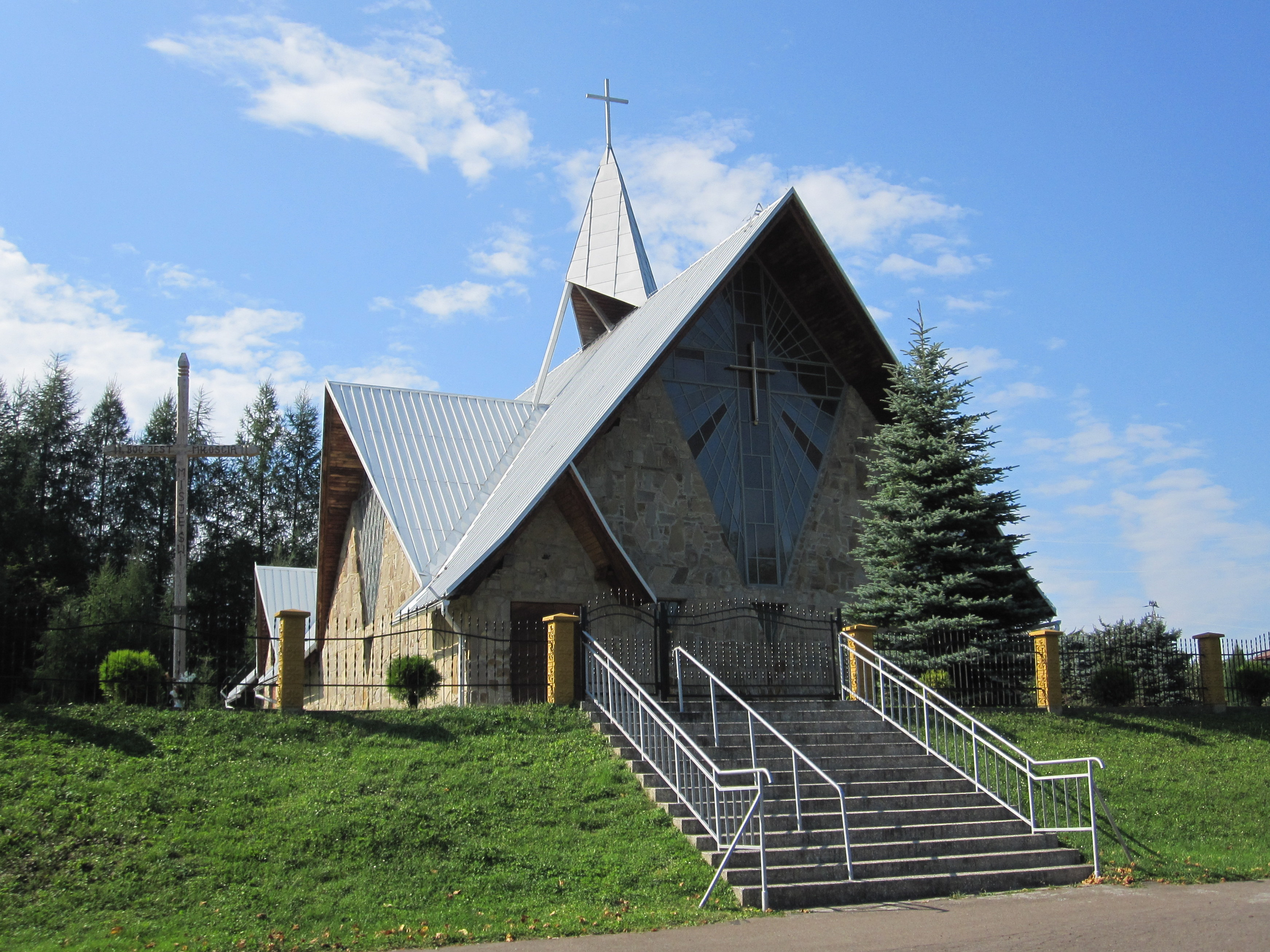
Kościół filialny w Bukowcu
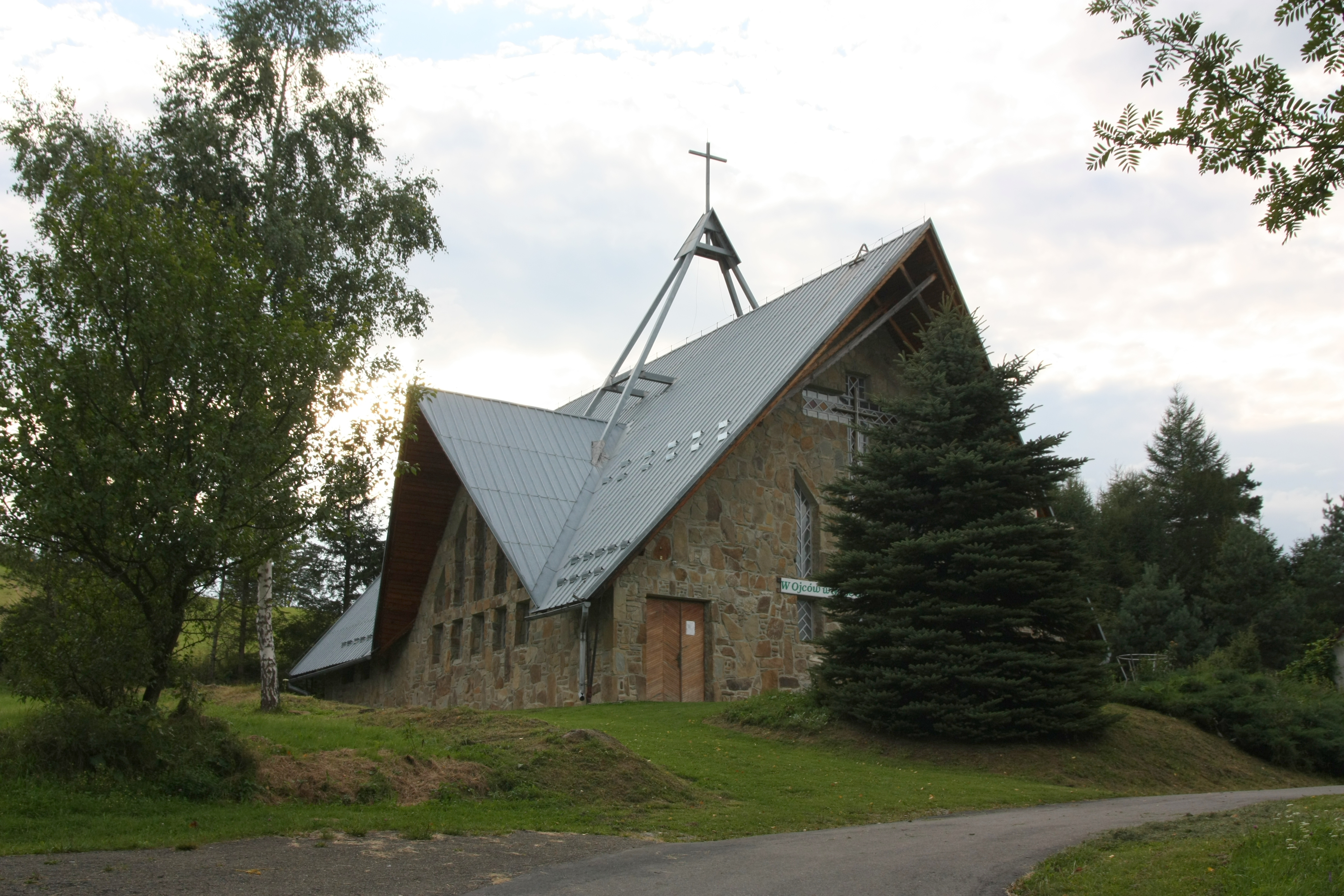
Kościół filialny w Rajskiem
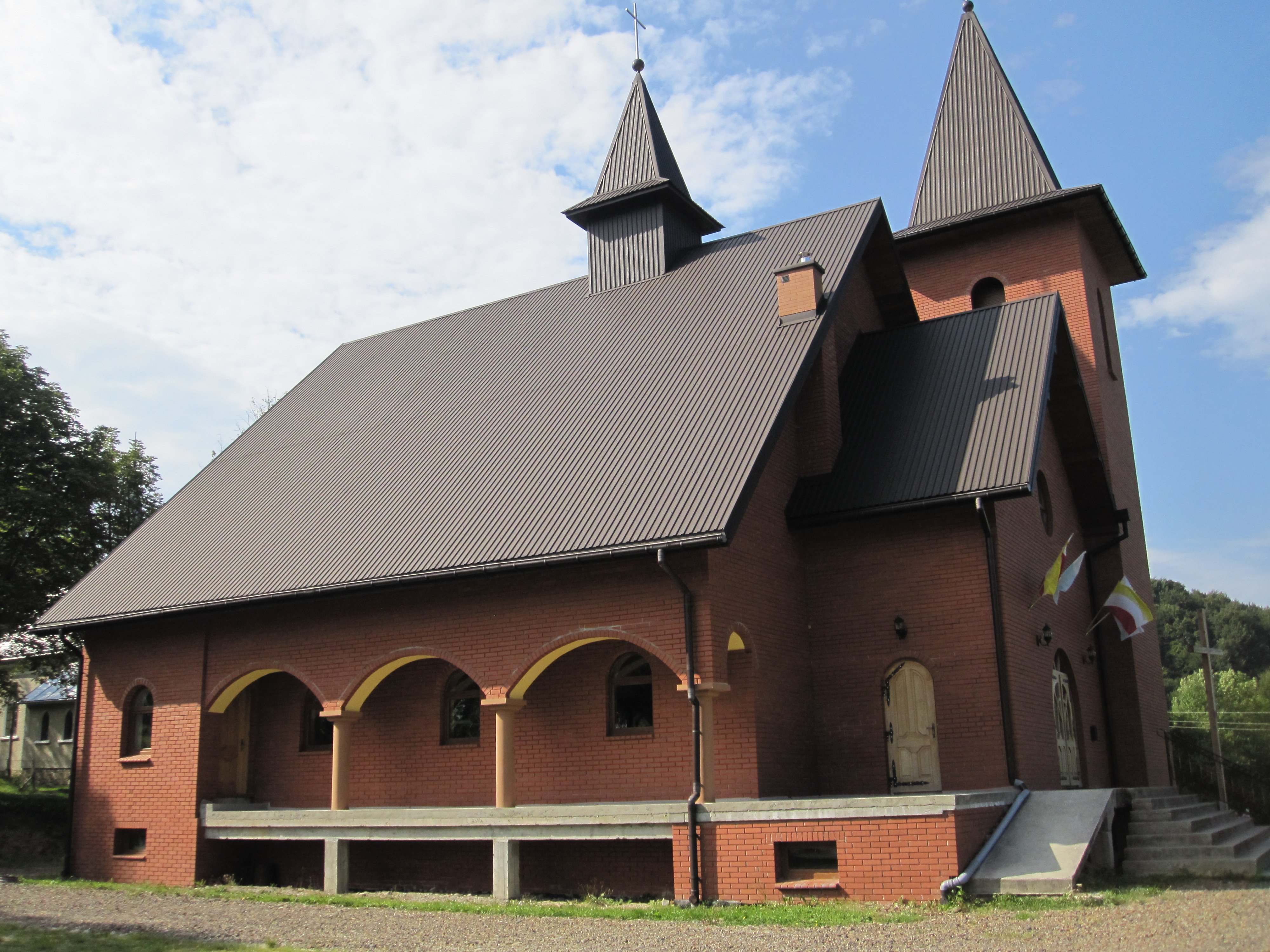
Kościół filialny w Terce
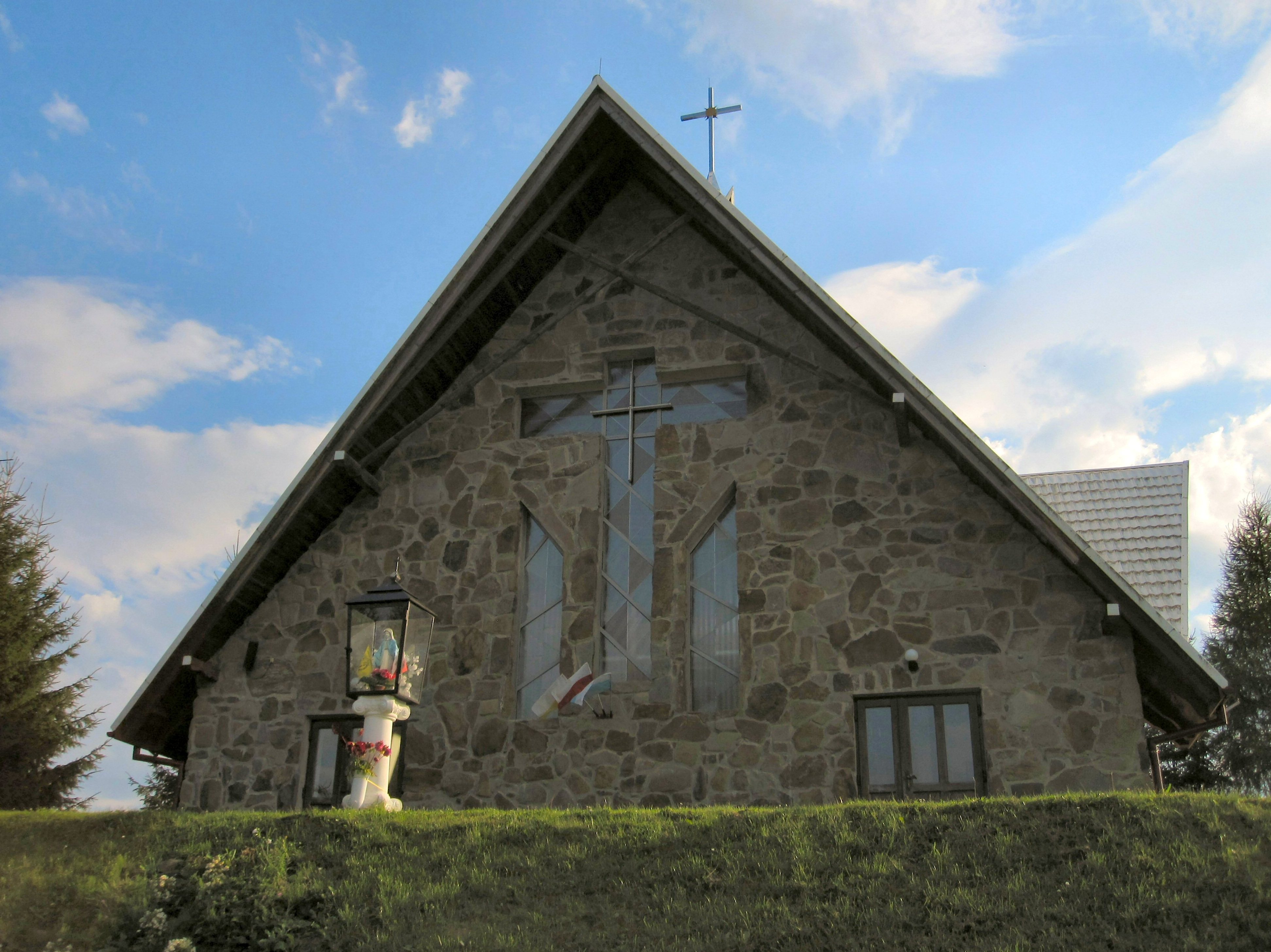
Kościół filialny w Werlasie